# 交通部民用航空局
交通部民用航空局（簡稱民用航空局、民航局，CAA）是中華民國民用航空事務的最高主管機關，隸屬於交通部，總部位於臺北松山機場旁。

## 任務
民航局任務執掌如下：
- 有關民航事務之規劃、督導、查核，如國內民航業督導、航空人員訓練管理。
- 國際民航合作事宜。
- 民航場站、民航設備之規劃建設。
- 航空器之其它各裝備、零組件之適航驗證。
- 其它有關民航之事項。

## 歷史

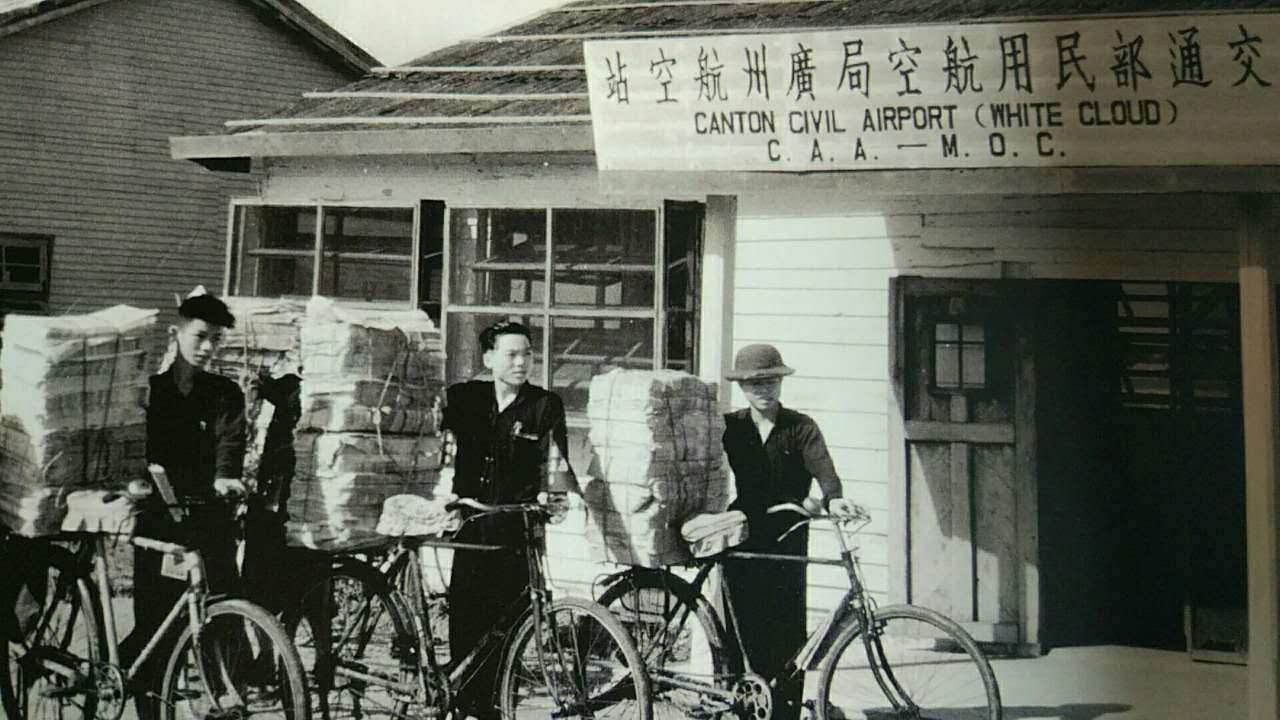
交通部民用航空局廣州航空站（1947年）

- 1919年，北洋政府軍政部同時主管軍用航空與民用航空業務。
- 1929年，民用航空事務歸國民政府交通部管轄。
- 1947年1月20日，交通部成立「交通部民用航空局」，戴安國任局長[1]:8271，下設業務處、航路處、場站處、安全處、秘書處、會計室、人事室。
- 1949年，隨中華民國政府遷台。
- 1972年，修訂組織條例。
- 1987年，「開放天空」政策實施，開放新航空業者成立。
- 2001年5月23日，飛航安全業務移交「飛航安全委員會」（現國家運輸安全調查委員會）。
- 2023年5月16日，立法院三讀通過《交通部民用航空局組織法草案》。
- 2023年6月7日，制定公布交通部民用航空局組織法[2]
- 2023年9月15日，組織部分調整。

## 歷任局長
| 1    | 戴安國 | 1947年1月20日  | 1949年7月      |
| 代理 | 左紀彰 | 1949年7月      | 1950年2月13日  |
| 代理 | 蕭灌恩 | 1950年2月14日  | 1951年1月7日   |
| 2    | 賴遜岩 | 1951年1月8日   | 1968年12月9日  |
| 3    | 毛瀛初 | 1968年12月10日 | 1981年10月31日 |
| 4    | 劉德敏 | 1981年11月1日  | 1986年5月29日  |
| 5    | 陳家儒 | 1986年5月30日  | 1991年8月15日  |
| 6    | 袁行遠 | 1991年8月16日  | 1993年2月2日   |
| 7    | 孫兆良 | 1993年2月3日   | 1994年5月13日  |
| 8    | 毛治國 | 1994年5月14日  | 1994年9月16日  |
| 9    | 蔡清彥 | 1994年9月17日  | 1996年6月16日  |
| 代理 | 張國政 | 1996年6月17日  | 1996年11月27日 |
| 10   | 蔡堆   | 1996年11月28日 | 1998年3月31日  |
| 11   | 張家祝 | 1998年4月1日   | 1998年11月15日 |
| 12   | 張有恆 | 1998年11月16日 | 2001年7月15日  |
| 13   | 游芳來 | 2001年7月16日  | 2002年4月14日  |
| 14   | 張國政 | 2002年4月15日  | 2008年7月15日  |
| 15   | 李龍文 | 2008年7月16日  | 2010年7月15日  |
| 16   | 尹承蓬 | 2010年7月16日  | 2012年7月15日  |
| 17   | 沈啟   | 2012年7月16日  | 2015年1月15日  |
| 18   | 林志明 | 2015年1月16日  | 2016年8月21日  |
| 19   | 林國顯 | 2016年8月22日  | 2024年1月16日  |
| 20   | 何淑萍 | 2024年1月16日  | 現任           |

## 組織
- 局長
  - 副局長（2人）
    - 主任秘書

### 局內單位

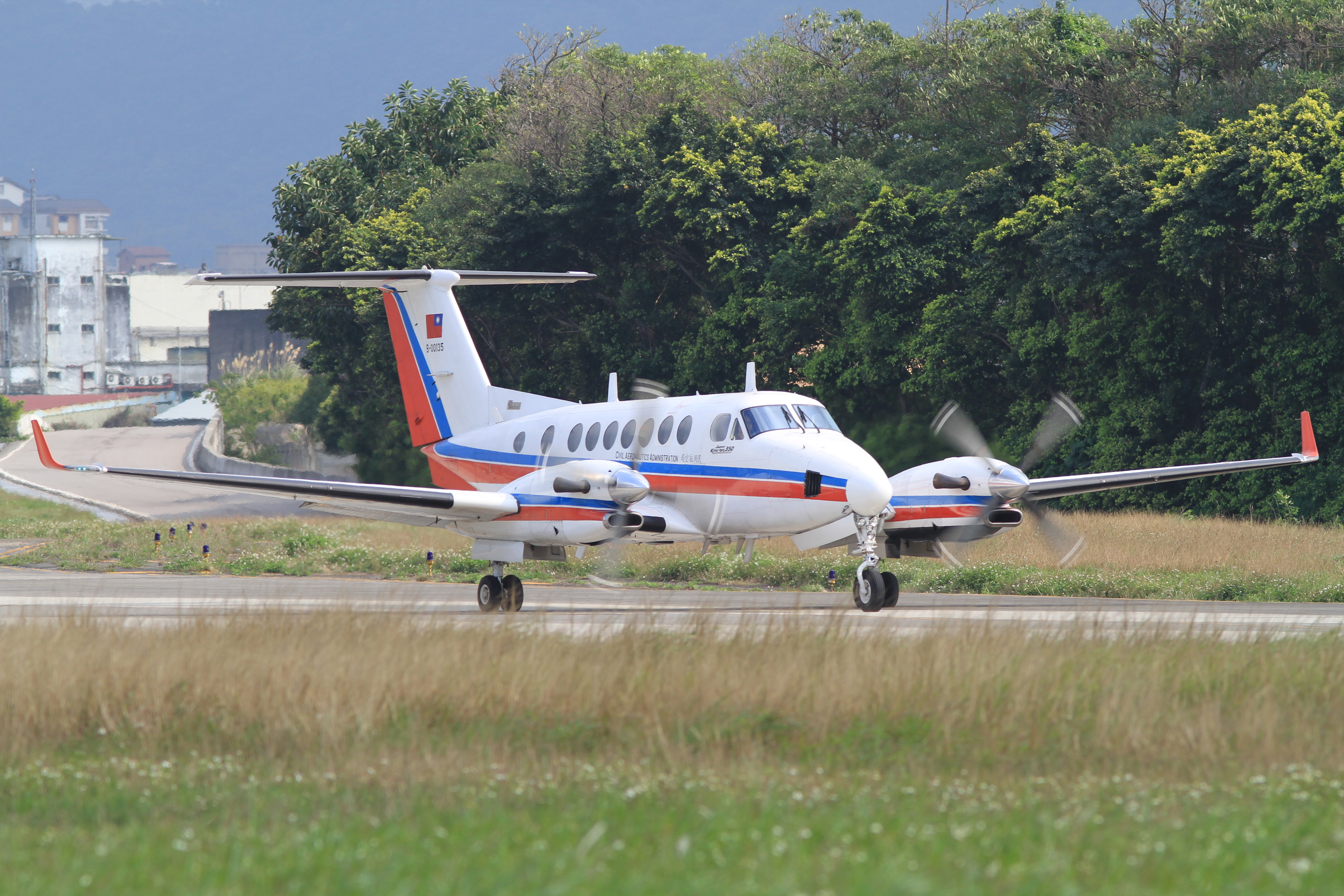
民航局導航設備查核機比奇飛機公司比奇超級王飛機系列350（B-00135）。

正式編制單位
- 綜合企劃組
- 空運管理組
- 飛航標準組
- 飛航管制組
- 航站管理組
- 場站工程組
- 民航資訊組
- 資訊室
- 秘書室
- 人事室
- 會計室
- 政風室

任務編組
- 機場工程中心
- 桃園航空客貨運園區開發中心
- 飛航管制聯合協調中心

指揮監督單位
- 內政部警政署航空警察局
- 航空醫務中心

### 附屬機關
- 臺北國際航空站（臺北松山機場）
- 高雄國際航空站（高雄國際機場）
- 臺中國際航空站（臺中清泉崗機場）
- 嘉義航空站（嘉義機場）
- 臺南航空站（臺南機場）
- 澎湖航空站（澎湖機場、望安機場、七美機場）
- 花蓮航空站（花蓮機場）
- 臺東航空站（臺東機場、蘭嶼機場、綠島機場）
- 金門航空站（金門機場）
- 馬祖航空站（馬祖南竿機場、馬祖北竿機場）

- 飛航服務總臺（負責台北飛航情報區服務）
- 民航人員訓練所

## 外部連結
- 交通部民用航空局（页面存档备份，存于）（繁體中文）（英文）